# Myrmica brancuccii
Myrmica brancuccii  (лат.) — вид мелких муравьёв рода Myrmica (подсемейство мирмицины). Назван в честь коллектора M. Brancucci, собравшего типовую серию.

## Распространение
Предгорья Гималай: Непал, Пакистан.

## Описание
Рыжевато-коричневые муравьи длиной около 4—5 мм. От других видов рода отличаются пунктировкой в основании первого тергита брюшка. Передний край клипеуса округлённый. Грудка сверху имеет глубокий мезопроподеальный шов. Проподеальные шипы на заднегрудке сравнительно короткие. Стебелёк между грудкой и брюшком состоит из двух члеников: петиолюса и постпетиолюса (последний четко отделен от брюшка), жало развито, куколки голые (без кокона). Самцы и самки не обнаружены.
Биология практически неизвестна, за исключением того, что один образец был собран на высоте 2400 м над уровнем моря.